# Monique Leroux
Monique F. Leroux (nacida el 11 de agosto de 1954 en Montreal, Quebec, Canadá es una empresaria canadiense. Desde 2008, es la presidenta y directora ejecutiva (CEO) del Mouvement Desjardins
En 2012 es Miembro del Grupo Asesor de Naciones Unidas en el Internacional del Cooperativismo.
Es Oficial de la Orden Nacional de Quebec desde 2013 y Miembro de la Orden de Canadá.
Es condecorada con la insignia de Caballero de la Legión de Honor de la República Francesa por su trayectoria empresarial. 
En noviembre de 2015 es elegida Presidenta de la Asociación Internacional de Cooperativas en Antalya, Turquía